# 47 (число)
Вижте пояснителната страница за други значения на 47.
47 (четиридесет и седем) е просто, естествено, цяло число, следващо 46 и предхождащо 48.
Четиридесет и седем с арабски цифри се записва „47“, а с римски цифри – „XLVII“. Числото 47 е съставено от две цифри от позиционните бройни системи – 4 (четири) и 7 (седем).

## Общи сведения
- 47 е нечетно число.
- 47 е атомният номер на елемента сребро.
- 47-ият ден от годината е 16 февруари.
- 47 е година от Новата ера.

## Любопитни факти
- Четиридесет и седемте ронини е японска легенда от 18 век.
- Група 47 е влиятелно литературно обединение на немскоезични писатели, организирано през 1947 г.